# 6e Pantserleger
Het 6e Pantserleger (Duits: 6. Panzerarmee of beter Panzerarmee-Oberkommando 6) was een Duits pantserleger in de Tweede Wereldoorlog. Het 6e Pantserleger kwam in actie in de Ardennen en in Hongarije/Oostenrijk. Inofficieel (maar incorrect) werd het pantserleger ook 6. (SS-)Panzerarmee of 6. SS-Panzerarmee genoemd).

## Krijgsgeschiedenis
Het 6e Pantserleger werd opgericht op 24 september 1944 in Wehrkreis VI uit delen van de staf van de Wehrmachtbefehlshabers Belgien-Nordfrankreich en resten van het in juli 1944 aan het Oostfront vernietigde 12e Legerkorps.

### Ardennen 1944

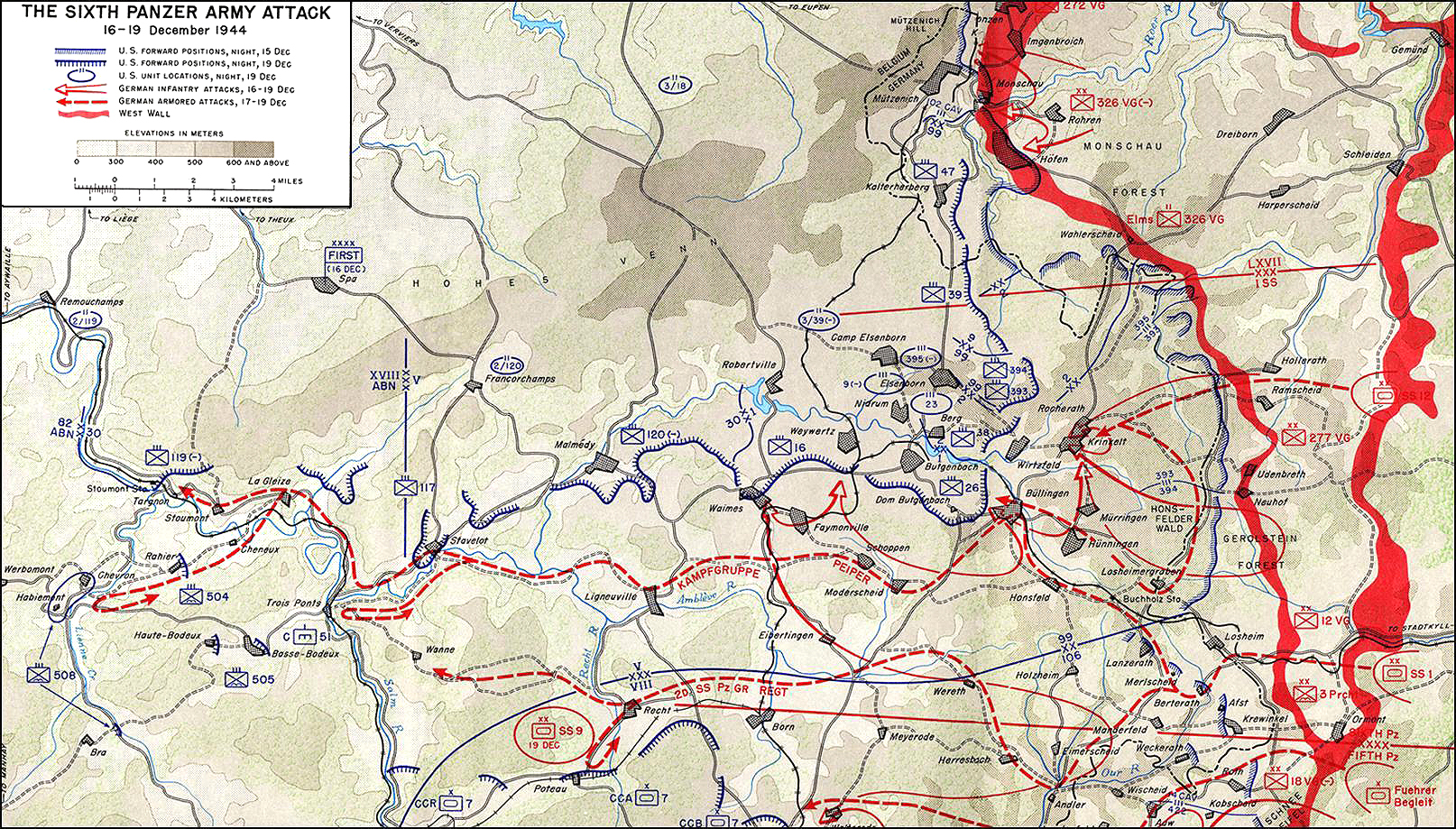
De eerste fase van het Ardennenoffensief in de sector van het 6e Pantserleger

Het 6e Pantserleger werd onder bevel gebracht van Heeresgruppe B voor het Ardennen-offensief. Hierbij kreeg dit pantserleger de belangrijkste taak toebedeeld. Het pantserleger viel aan op de noordelijke flank van het Duitse offensief door het gat van Losheim via de Elsenborn-rug aan en drong zuidelijk langs Malmedy. Maar door o.a. stevige Amerikaanse tegenstand bij Elsenborn, slecht weer, brandstoftekorten en tactische fouten van de Duitsers liep het offensief van het pantserleger vast. De vooruitgesnelde spits van het pantserleger, de Kampfgruppe Peiper raakte omsingeld en werd grotendeels vernietigd. Nadat de geallieerden in het tegenoffensief waren gegaan, werd het pantserleger tot eind januari 1945 teruggedrongen naar de Duitse grens en vervolgens uit het front genomen, inclusief de meeste SS-divisies. Daarop werd het 6e Pantserleger verplaatst naar Hongarije. 

### Hongarije/Oostenrijk
De belangrijkste reden voor de verplaatsing van het 6e Pantserleger naar Hongarije was om de lokale oliebronnen en brandstofreserves voor de Duitse oorlogseconomie veilig te stellen. Het 6e Pantserleger richtte zich nu op de voorbereiding voor Operatie Frühlingserwachen. Deze aanval richting Boedapest moest het 3e Oekraïense Front terugduwen naar de Donau. Op 6 maart 1945 startte het offensief. Ondanks de zeer modderige omstandigheden slaagden de Duitsers erin om effectief aan te vallen. De Sovjets hadden een dergelijke aanval echter verwacht. Door het verzamelen van hun reserves konden ze de aanval al op 14 maart tot stilstand brengen. Op dat moment had het 6e Pantserleger de ambitieuze doelstellingen niet gehaald. Op 16 maart lanceerden de Sovjets een tegenaanval en binnen 24 uur na de aanval, werden de Duitsers teruggedreven naar hun oorspronkelijke posities die ze hadden voor de operatie. Maar intussen voerden de Sovjets ook al een omsingelende beweging uit, waardoor het pantserleger moest terugtrekken om niet ingesloten te raken. Nu volgde de Sovjet opmars naar Wenen. Hier vocht het pantserleger nog een korte bittere strijd uit voor het behoud van deze stad, maar tevergeefs: Wenen ging op 13 april verloren.
Op 8 mei 1945 capituleerde het 6e Pantserleger bij Steyr aan de Enns aan het Amerikaanse leger.

## Opmerking over de naam
In de literatuur wordt vaak de toevoeging  “(SS-)” of “SS-” aan de naam Pantserleger gegeven. Dit is ingegeven door het feit dat de bevelhebber (Dietrich) een SS-generaal was en vele van de eenheden van de Waffen-SS waren. Ook een reden was een verschil in namen te geven, aangezien in Hongarije en Oostenrijk zowel het 6e Pantserleger als het 6e Leger in actie waren en dit tot verwarring kon leiden. In de officiële Wehrmacht documentatie werd de staf van het 6e Pantserleger als Pz. AOK. 6 (Panzerarmee-Oberkommando 6) betiteld. Tijdens de voorbereidingen en de eerste dagen van Operatie Frühlingserwachen werd ook de camouflage-naam Höherer Pionierführer Ungarn, of kort Hö.Pi.Füh.Ung. gebruikt.

## Commandanten

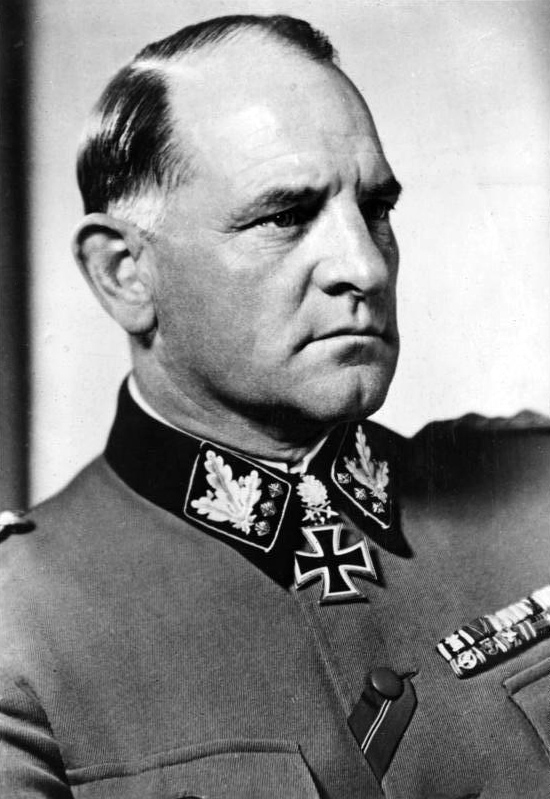
Josef Dietrich

| Rang                                                            | Naam           | Begin              | Eind       |
| --------------------------------------------------------------- | -------------- | ------------------ | ---------- |
| SS-Oberst-Gruppenführer en Panzer-Generaloberst in de Waffen-SS | Josef Dietrich | 24/26 oktober 1944 | 8 mei 1945 |

## Stafchef van het 6e Pantserleger[2]
| Rang                                             | Naam          | Begin           | Eind       | Opmerking |
| ------------------------------------------------ | ------------- | --------------- | ---------- | --------- |
| SS-Brigadeführer en Generalmajor in de Waffen-SS | Fritz Kraemer | 1 december 1944 | 8 mei 1945 |           |